# زیرگروه
در نظریه گروه‌ها، اگر زیر مجموعهای از گروه G مانند H تحت عمل دوتایی تعریف شده بر G بسته بوده و خود H با آن عمل تعریف شده بر گروه G، گروه باشد آنگاه گوییم H زیرگروه G است.

## تعریف
فرض کنید (• , G) گروه باشد. زیرمجموعهٔ H از G را زیرگروه G گوییم اگر (• , H) گروه باشد. در اینصورت می‌نویسیم H ≤ G یا G ≥ H. همچنین H <G یا G> H به این معناست که H ≤ G و H ≠ G.

### زیرگروه‌های بدیهی
هر گروه G زیرگروه خودش است و اگر e عنصر همانی گروه باشد، آنگاه {e} نیز یک زیرگروه G است. این دو زیرگروه را زیرگروه‌های بدیهی G می‌نامیم.

## مثال‌ها
اگر {\displaystyle \mathbb {Z} } مجموعه اعداد صحیح و {\displaystyle \mathbb {R} } مجموعه اعداد حقیقی باشد آنگاه {\displaystyle (\mathbb {Z} ,+)<(\mathbb {R} ,+)}.